# Cimidaeorus
Cimidaeorus is een geslacht van wantsen uit de familie van de Miridae (Blindwantsen). Het geslacht werd voor het eerst wetenschappelijk beschreven door Hsiao & Ren in 1983.

## Soorten
Het genus bevat de volgende soorten:

- Cimidaeorus hasegawai Nakatani, Yasunaga & Takai, 1999
- Cimidaeorus nigrorufus Hsiao & Ren, 1983